# Гвідо Ара
Гвідо Ара (італ. Guido Ara; 28 червня 1888, Верчеллі — 22 березня 1975, Флоренція) — італійський футболіст, що грав на позиції півзахисника. По завершенні ігрової кар'єри — футбольний тренер.
Виступав за один з найсильніших клубів Італії початку ХХ століття «Про Верчеллі», з яким сім разів ставав чемпіоном Італії, крім цього провів кілька матчів за «Модену» та національну збірну Італії.

## Клубна кар'єра
Народився 28 червня 1888 року в місті Верчеллі. Вихованець футбольної школи клубу «Про Верчеллі». Дорослу футбольну кар'єру розпочав 1906 року в основній команді того ж клубу, в якій провів дев'ять сезонів, взявши участь у 121 матчі чемпіонату і вигравши за цей час п'ять національних чемпіонств (1908, 1909, 1910/11, 1911/12, 1912/13), після чого 1915 року через війну регулярний чемпіонат припинився.
Під час першої світової війни був лейтенантом артилерії і виступав за «Модену» в регіональних змаганнях.
З відновленням італійського чемпіонату у 1919 році повернувся до «Про Верчеллі», якому ще двічі допоміг виграти чемпіонат (1920/21, 1921/22).
1922 року став тренером «Парми» і ненадовго призупинив ігрову кар'єру, але 1924 року знову повернувся до «Про Верчеллі», де протягом наступного сезону був граючим тренером, після чого завершив ігрову кар'єру.

## Виступи за збірну
6 січня 1911 року дебютував у складі національної збірної Італії в товариському матчі зі збірною Угорщини.
У складі олімпійської збірної був учасником футбольного турніру на Олімпійських іграх 1920 року в Антверпені, проте на полі жодного разу так і не з'явився.
Протягом кар'єри у національній команді, яка тривала 10 років, провів у формі головної команди країни лише 13 матчів, забивши 1 гол.

## Кар'єра тренера
Розпочав тренерську кар'єру, ще продовжуючи грати на полі, 1921 року, очоливши тренерський штаб клубу «Про Верчеллі», з яким став чемпіоном Італії.
Надалі очолював «Парму», «Коменсе», «Луїно», «Фіорентину», «Рому», «Мілан» та «Дженоа».
Останнім місцем тренерської роботи був клуб «Лекко», команду якого Гвідо Ара очолював як головний тренер до 1948 року.
Помер 22 березня 1975 року на 87-му році життя у місті Флоренція.
| Дата       | Місто        | Господарі | Результат | Гості      | Турнір           | Голи | Примітки |
| ---------- | ------------ | --------- | --------- | ---------- | ---------------- | ---- | -------- |
| 06/01/1911 | Мілан        | Італія    | 0 – 1     | Угорщина   | товариський матч | -    |          |
| 09/04/1911 | Париж        | Франція   | 2 – 2     | Італія     | товариський матч | -    |          |
| 07/05/1911 | Мілан        | Італія    | 2 – 2     | Швейцарія  | товариський матч | -    |          |
| 21/05/1911 | Ла Шо-де-Фон | Швейцарія | 3 – 0     | Італія     | товариський матч | -    |          |
| 17/03/1912 | Турин        | Італія    | 3 – 4     | Франція    | товариський матч | -    |          |
| 22/12/1912 | Генуя        | Італія    | 1 – 3     | Австрія    | товариський матч | -    |          |
| 12/01/1913 | Париж        | Франція   | 1 – 0     | Італія     | товариський матч | -    |          |
| 01/05/1913 | Турин        | Італія    | 1 – 0     | Бельгія    | товариський матч | 1    |          |
| 11/01/1914 | Мілан        | Італія    | 0 – 0     | Австрія    | товариський матч | -    | 35'      |
| 31/01/1915 | Турин        | Італія    | 3 – 1     | Швейцарія  | товариський матч | -    |          |
| 18/01/1920 | Мілан        | Італія    | 9 – 4     | Франція    | товариський матч | -    |          |
| 28/03/1920 | Берн         | Швейцарія | 3 – 0     | Італія     | товариський матч | -    |          |
| 13/05/1920 | Генуя        | Італія    | 1 – 1     | Нідерланди | товариський матч | -    | 46'      |
| Усього     |              | Матчів    | 13        |            | Голів            | 1    |          |

## Досягнення
- Чемпіон Італії (7): 1908, 1909, 1910/11, 1911/12, 1912/13, 1920/21, 1921/22.